# Chiếc áo khoác (truyện ngắn)

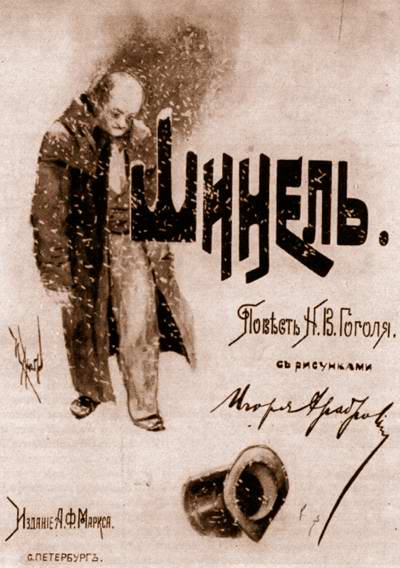
Ảnh bìa của Igor Grabar, thập niên 1890

"Chiếc áo khoác" (tiếng Nga: Шинель, chuyển tự Latin. Shinel) là một truyện ngắn của tác giả người Nga gốc Ukraina, Nikolai Gogol, xuất bản năm 1842. Câu chuyện này cũng như tác giả ảnh hưởng rất lớn đến nền văn học Nga, như được thể hiện trong một trích dẫn nói về các nhà văn hiện thực Nga của Eugène-Melchior de Vogüé (thường nhầm là trích dẫn của Fyodor Dostoyevsky): "Tất cả chúng ta đều xuất phát từ 'Chiếc áo khoác' của Gogol." Năm 1941, Vladimir Nabokov đã viết rằng đây là "truyện ngắn Nga vĩ đại từng được viết ra".
Câu chuyện này được chuyển thể thành nhiều vở kịch và phim.

## Tóm tắt

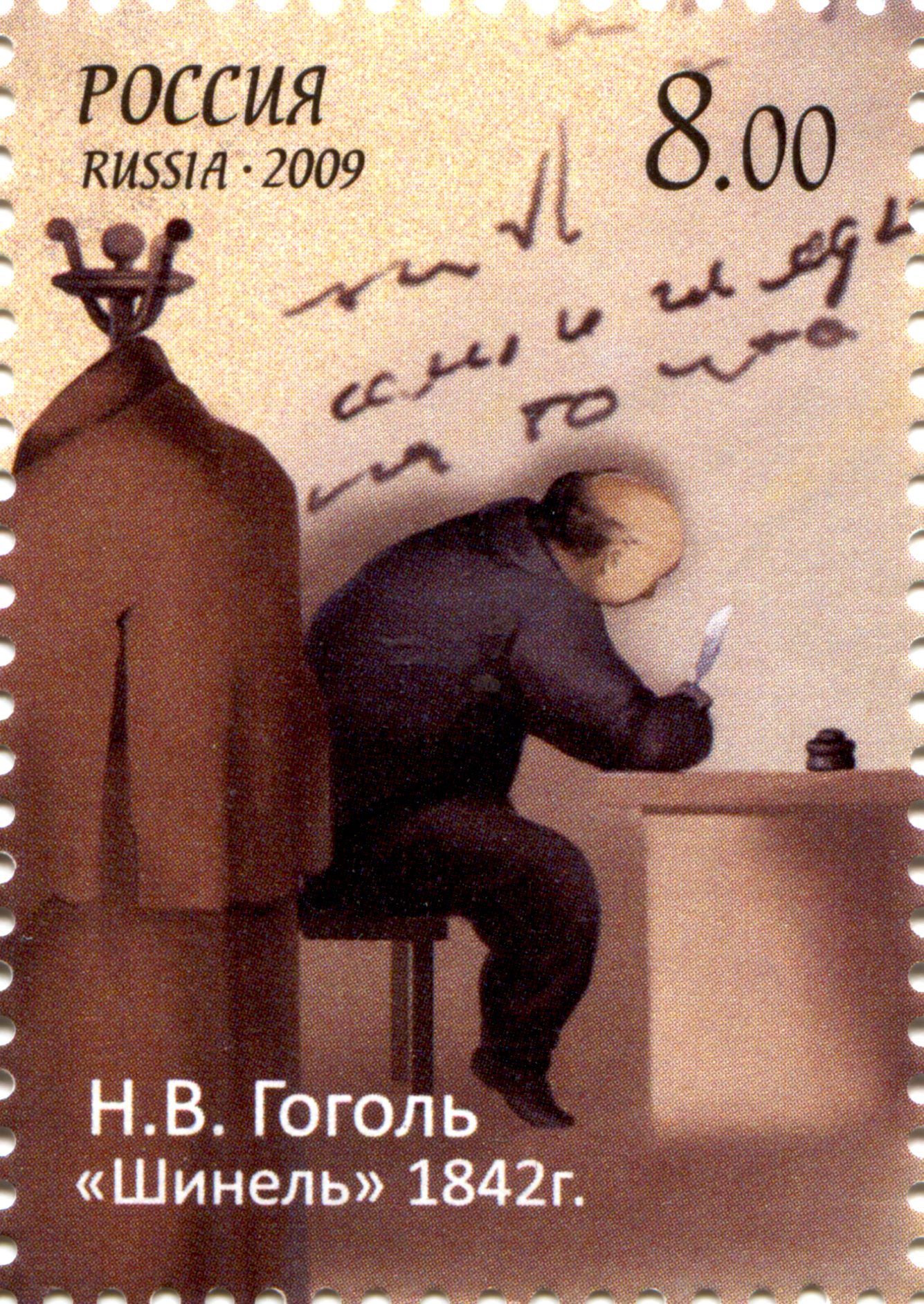
Một con tem Nga mô tả "Chiếc áo khoác", nhân kỷ niệm 200 năm ngày sinh của Nikolai Gogol - năm 2009

Câu chuyện kể về cuộc đời và cái chết của Akaky Akakievich Bashmachkin (Tiếng Nga: Акакий Акакиевич Башмачкин), một viên chức nhà nước hèn kém, chuyên làm nhiệm vụ chép văn thư ở thủ đô St. Petersburg của Nga. Akaky sống hết mình vì công việc, mặc dù ít ai ở nơi làm việc để ý tới công sức của ông. Thay vào đó, những viên chức trẻ tuổi thường trêu chọc và cố tìm cách khiến ông xao nhãng khỏi công việc bất cứ khi nào họ có thể. Chiếc áo khoác tả tơi ông thường mặc là mục tiêu của những trò đùa này. Akaky quyết định ông cần phải tu sửa lại chiếc áo khoác, vì thế ông liền tới gặp người thợ may Petrovich. Ông thợ may tuyên bố chiếc áo khoác kia vô phương cứu chữa và khuyên Akaky phải mua áo khoác mới.
Chi phí cho một chiếc áo khoác mới vượt quá khả năng tài chính của Akaky, ông buộc lòng phải thắt chặt chi tiêu để có thể đủ tiền mua áo mới. Kể từ đó, Akaky và Petrovich thường xuyên gặp nhau để thảo luận về kiểu dáng chiếc áo khoác mới. Cũng trong thời gian này, đam mê của Akaky dành cho công việc sao chép tài liệu nhường chỗ cho sự phấn khích về chiếc áo sắp mua, ông chẳng thèm nghĩ gì về thứ khác nữa. Cuối cùng, nhờ khoản thưởng lớn bất ngờ nhân dịp nghỉ lễ, Akaky đã dành dụm đủ tiền mua áo khoác mới.
Akaky và Petrovich lùng sục khắp các cửa hiệu ở St.Peterburg để tìm chọn những chất liệu tuyệt hảo nhất trong khả năng có thể (lông chồn đắt quá, nên họ chuyển sang mua lông mèo làm cổ áo). Chiếc áo khoác mới toanh với chất lượng tốt và vẻ ngoài cực kỳ đẹp trở thành chủ đề bàn luận tại văn phòng làm việc vào ngày đầu tiên Akaky mặc áo đi làm. Cấp trên quyết định tổ chức một bữa tiệc để ăn mừng chiếc áo khoác mới, buộc Akaky thường xuyên lánh xa tiệc tùng cũng phải tới dự. Sau bữa tiệc, Akaky về nhà, muộn hơn thường ngày rất nhiều. Trên đường về hai gã du côn chặn đường ông, lột chiếc áo khoác và đá ông ngã sõng soài trên mặt tuyết.
Akaky nhờ nhà chức trách tìm lại chiếc áo khoác bị trấn lột nhưng vô vọng. Sau cùng, theo lời khuyên của một viên chức làm cùng, ông đi thỉnh cầu sự giúp đỡ của một "nhân vật quan trọng" - một vị tướng mới được thăng cấp, ỷ vào vị trí mới, y xem thường và không ngừng la mắng thuộc cấp, chỉ nhằm thể hiện vị trí quan trọng của y. Bắt Akaky đợi rất lâu, vị tướng nọ căn vặn tại sao Akaky dám làm phiền ông ta bằng một chuyện tầm thường thế này, mà không đi nói với cấp trên. Kém khả năng xã hội, Akaky thật thà nhận xét không nịnh bợ về cấp trên ở vụ của ông. Điều này khiến vị tướng nổi trận lôi đình, Akaky hoảng sợ suýt ngất và được người ta dìu ra khỏi phòng làm việc của viên tướng. Chẳng bao lâu sau đó, Akaky lên cơn sốt thập tử nhất sinh. Trước giờ phút lâm chung, ông vẫn chìm trong mê sảng, tưởng tượng mình đang ngồi trong phòng vị tướng nọ. Lúc đầu, Akaky cầu xin sự tha thứ, nhưng khi cái chết đã rất gần, ông nguyền rủa viên tướng.
Sau đó, một hồn ma, rất giống Akaky, lượn lờ khắp hang cùng ngõ hẻm thành St. Petersburg để trấn lột áo khoác của mọi người. Nỗ lực bắt giữ hồn ma của cảnh sát đều bất thành. Cuối cùng, hồn ma Akaky gặp đúng được vị tướng nọ, người mà kể từ khi Akaky chết, đã bắt đầu cảm thấy tội lỗi khi đối xử quá tàn tệ với ông. Akaky lột áo khoác của viên tướng rồi dọa ông ta chết khiếp. Hài lòng với phi vụ này, Akaky không bao giờ xuất hiện trở lại nữa. Người kể chuyện kết thúc câu chuyện với ghi chép về một con ma khác đương quấy nhiễu một khu vực khác trong thành phố.

## Phê bình
Vladimir Nabokov, trong Bài giảng về văn học Nga, đã đưa ra những đánh giá sau đây của Gogol và câu chuyện nổi tiếng nhất của ông:
"Pushkin kiên đinh, Tolstoy duy lý, Chekhov thận trọng đều có những lúc nhìn nhận theo hướng bất hợp lý, điều này vừa làm lu mờ đi câu văn, vừa để lộ ý nghĩa bí mật tạo nên sự chuyển dịch trọng tâm đột ngột. Nhưng với Gogol, sự chuyển dịch này là nền tảng nghệ thuật của ông, để cho bất cứ khi nào ông cố gắng viết theo truyền thống văn học và xử lý những ý tưởng dựa trên lý trí, thì ông sẽ ẩn hết mọi dấu vết thể hiện tài năng của ông. Khi mà, như trong câu chuyện Chiếc áo khoác bất tử, ông thực sự cất bước lên và đi lang thang trên bờ vực thẳm của riêng ông, ông trở thành người nghệ sĩ vĩ đại nhất mà nước Nga từng sản sinh. " 

## Tham khả
- Gogol, Nicolai V.  The Overcoat and Other Tales of Good and Evil. New York: W. W. Norton & Company, 1965
- Graffy, Julian  Gogol's The Overcoat: Critical Studies in Russian Literature London: Bristol Classical Press, 2000.
- Karlinsky, Simon. The Sexual Labyrinth of Nikolai Gogol. Chicago (Ill.): University of Chicago,1992. Print.
- Proffitt, Edward Gogol's `Perfectly True' Tale: `The Overcoat' and Its Mode of Closure, in Studies in Short Fiction, Vol. 14, No. 1, Winter, 1977, pp. 35–40